# Kristijan Đurasek
Kristijan Đurasek, né le 26 juillet 1987 à Varaždin, est un coureur cycliste croate. Il a notamment remporté le Tour de Turquie 2015.

## Biographie
Entre 2007 et 2009, Kristijan Durasek obtient quatre titres nationaux chez les espoirs. En 2009, il est également  champion de Croatie sur route chez les élites. Il est à nouveau titré en 2011, où il remporte la course en ligne et le contre-la-montre. Il participe aux Jeux olympiques de 2012 (68e) et de 2016 (18e).
Il rejoint l'équipe World Tour Lampre-Merida en 2013 après sept années passées au sein des équipes continentales croates. Cette année-là, il remporte les Trois vallées varésines,  une semi-classique italienne après une attaque lors de la dernière montée. En 2015, il remporte le général le Tour de Turquie, malgré des problèmes d’estomac et une légère fièvre lors de la dernière étape. Cette même année, il remporte une étape du Tour de Suisse, sa première victoire sur le circuit World Tour. 
Il reste avec l'équipe lors de son rachat en 2017 par un fonds des Émirats arabes unis. La formation est renommée UAE Abu Dhabi, puis UAE Team Emirates en février. Il remporte la 2e étape du Tour de Croatie. Au mois d'août 2017, il prolonge de deux ans le contrat qui le lie à son employeur.
Le 15 mai 2019, alors qu'il court le Tour de Californie, il est suspendu à titre provisoire dans le cadre de l'opération Aderlass, une enquête policière en Autriche sur des faits présumés de dopage sanguin. Il est suspecté d'avoir utilisé des méthodes interdites en 2017,. Le 13 novembre 2019, l'UCI annonce qu'il est suspendu quatre ans pour son implication dans l'affaire Aderlass et des infractions commises de 2016 à 2019 (usage de méthodes/substances interdites),.

## Palmarès
- 2002
  -  Champion de Croatie du contre-la-montre cadets[7]
- 2005
  - 3e du championnat de Croatie du contre-la-montre juniors
  - 3e du Tour d'Istrie
- 2006
  - 2e du championnat de Croatie sur route espoirs
  - 3e du championnat de Croatie du contre-la-montre espoirs
- 2007
  -  Champion de Croatie sur route espoirs
  - 2e du championnat de Croatie contre-la-montre
- 2008
  -  Champion de Croatie sur route espoirs
  -  Champion de Croatie du contre-la-montre espoirs
  - 3e du championnat de Croatie sur route
- 2009
  -  Champion de Croatie sur route
  -  Champion de Croatie sur route espoirs
  - 2e du Tour of Vojvodina II
- 2010
  - 2e du Trophée international Bastianelli
  - 3e  du Tour de Haute-Autriche
- 2011
  -  Champion de Croatie sur route
  -  Champion de Croatie du contre-la-montre
  - Gran Premio Folignano
  - Trophée international Bastianelli
  - 3e du Tour de Slovaquie
- 2012
  - 2e du championnat de Croatie du contre-la-montre
  - 2e du championnat de Croatie sur route
  - 3e du Grand Prix de l'industrie et de l'artisanat de Larciano
- 2013
  - Trois vallées varésines
- 2015
  - Classement général du Tour de Turquie
  - 2e étape du Tour de Suisse
- 2017
  - 2e étape du Tour de Croatie
- 2018
  - 9e du Tour de Californie

## Résultats sur les grands tours

### Tour de France
5 participations
- 2014 : 46e
- 2015 : 76e
- 2016 : 51e
- 2017 : 50e
- 2018 : 40e

### Tour d'Italie
1 participation
- 2013 : 68e

### Tour d'Espagne
2 participations
- 2015 : 63e
- 2016 : 67e

## Classements mondiaux
| Année           | 2006 | 2007 | 2008 | 2009 | 2010 | 2011 | 2012 | 2013 | 2014 | 2015 |
| --------------- | ---- | ---- | ---- | ---- | ---- | ---- | ---- | ---- | ---- | ---- |
| UCI World Tour  |      |      |      |      |      |      |      | nc   | nc   | 160e |
| UCI Europe Tour | 968e | 874e | 440e | 183e | 232e | 72e  | 116e |      |      |      |